# Ruotger von Köln
Ruotger von Köln (fl. 10. Jahrhundert) war ein Benediktinermönch des Klosters Sankt Pantaleon in Köln.
Ruotger stammte aus Lothringen oder Rheinfranken. Er schrieb 968/969 im Auftrag von Erzbischof Folcmar die Vita des Erzbischofs Bruno von Köln, eines Vertreters der Klosterreform von Gorze. Ruotger kannte zwar Bruno von Köln, gehörte aber nicht in dessen engeren Umkreis. Möglicherweise war er einer der Mönche, die aus der Reichsabtei St. Maximin in Trier zwischen 955 und 964 unter Abt Christian nach Sankt Pantaleon kamen und dort die Reform einführten. Eine früher vermutete Herkunft aus dem Kloster Corvey ist widerlegt.
Die Vita verwendet Reimprosa, lässt eine höhere Bildung erkennen (auch Kenntnis antiker Autoren) und stellt statt Wunder christliche Tugenden im Rahmen der Reform in den Vordergrund sowie die Durchsetzung ottonischer Reichsgewalt auch durch den Bischof.

## Schriften (Auswahl)
- Ruotgers Lebensbeschreibung des Erzbischofs Bruno von Köln (= Ruotgeri Vita Brunonis archiepiscopi Coloniensis) (= Monumenta Germaniae Historica. Scriptores. Bd. 6, Scriptores rerum Germanicarum, Nova Series. Bd. 10). Böhlau, Köln u. a. 1951 (Hrsg. Irene Schmale-Ott)
- Ruotger von Köln: Lebensbeschreibung des heiligen Erzbischofs Bruno von Köln (Hrsg. Irene Schmale-Ott), Die Geschichtsschreiber der deutschen Vorzeit, Reihe 3, Band 30, Böhlau 1954